# 戀愛雞尾酒
《戀愛雞尾酒》（英語：Punch-Drunk Love）是2002年的愛情喜劇電影，由美國導演保羅·湯瑪斯·安德森執導，本片獲選為第55屆坎城影展正式競賽片，最終獲得最佳導演獎。

## 劇情
巴瑞是個居住在加州的單身男子，掌管一家販賣馬桶疏通器與其他新奇物品的公司，從小家中七名姊妹時常揶揄他，造成他有情緒壓抑又躁鬱的傾向。有天他看到廣告而好奇地撥打色情電話，沒想到對方竟然反過來威脅巴瑞；另一方面，他姊姊介紹她的單身同事蓮娜給巴瑞認識，他們倆陷入熱戀，此時勒索巴瑞的集團從猶他州跑到加州來，想要逼巴瑞吐錢。

## 演員
- 亞當·山德勒 - 巴瑞·伊根
- 艾蜜莉·華森 - 蓮娜
- 菲利浦·西摩·霍夫曼 - 狄恩

## 獎項
| 獎項               | 獎項                    | 受獎者                            | 階段／結果 |
| ------------------ | ----------------------- | --------------------------------- | ---------- |
| 第55屆坎城影展     | 金棕櫚獎                | 保羅·湯瑪斯·安德森 《戀愛雞尾酒》 | 提名       |
| 第55屆坎城影展     | 最佳導演獎              | 保羅·湯瑪斯·安德森                | 獲獎       |
| 第60屆金球獎       | 最佳男主角-音樂或喜劇類 | 亞當·山德勒                       | 提名       |
| 多倫多影評人協會獎 | 最佳女配角              | 艾蜜莉·華森                       | 獲獎       |
| 溫哥華影評人協會獎 | 最佳女配角              | 艾蜜莉·華森                       | 提名       |

## 外部連結
- 互联网电影数据库（IMDb）上《戀愛雞尾酒》的资料（英文）
- 爛番茄上《戀愛雞尾酒》的資料（英文）